# Jiří Poděbradský
Jiří Poděbradský (9 settembre 1982) è un calciatore ceco, difensore dello Jaroměř.

## Carriera
Ha giocato nella prima divisione ceca.